# کوناکولوو
کوناکولوو (انگلیسی: Kunakulovo) یک شهرک در شهرستان بیژبولیاکسکی باشقیرستان کشور روسیه است.